# Plantago fengdouensis
Plantago fengdouensis är en grobladsväxtart som först beskrevs av Z. E. Chao och Yong Wang, och fick sitt nu gällande namn av Yong Wang och Z. Yu Li. Plantago fengdouensis ingår i släktet kämpar, och familjen grobladsväxter. Inga underarter finns listade i Catalogue of Life.